# 海峽兩岸貨品貿易協議
《海峽兩岸貨品貿易協議》，是海峽兩岸依據《海峽兩岸經濟合作架構協議》（簡稱為ECFA）第三條進行協商的貨品貿易協定，由經濟部貿易局和商務部主談。
自2011年2月22日ECFA兩岸經濟合作委員會（簡稱為經合會）第1次例會啟動兩岸貨品貿易協議協商以來，截至2015年11月底，雙方已舉行12次協商，但2016年民主進步黨再度執政後，兩岸協商中斷。

## 協商歷史及爭議
第9次以後的協商，受到2014年兩岸服務貿易協議存查爭議及後續太陽花學運等影響而較受到關注，前8次協商則未有明確新聞報導。
- 第9次協商於2014年9月10日~12日，在宜蘭舉行。
- 第10次協商於2015年3月31日~4月2日，在北京舉行。
- 第11次協商於2015年9月28日~29日，在北京舉行。
- 第12次協商於2015年11月21日~23日，在臺北舉行。

### 協商團隊
- 臺灣方面由經濟部貿易局主談，參與單位包括陸委會、農委會、財政部、衛生福利部、經濟部工業局、標檢局、貿易調查委員會等。
- 大陸方面則由商務部主談，參與單位包括工信部、農業部、發改委、財政部、質檢總局、海關總署、中共中央臺辦等。[2]

### 協商情形
- 2011年11月1日經合會第2次例會，兩岸依據ECFA第3條規定，就協議文本及產品降稅模式等議題進行協商，取得一定進展。雙方均認為貨貿協議涉及議題眾多、產業範圍廣泛，相當複雜與專業，未來將繼續秉持循序漸進原則，深入研究與分析兩岸貿易和產業情況，持續推動相關協商工作。[3]
- 2012年4月26日經合會第3次例會，在貨品貿易協議協商部分，雙方對原產地規則、海關程序、技術性貿易障礙、食品安全檢驗與動植物防疫檢疫措施、貿易救濟、協商範圍、降稅模式等議題充分交換意見。[4]
- 2012年12月11日經合會第4次例會，貨品貿易方面，雙方就一般性條款進行討論，在5個專章協議協商方面取得重要進展，並就協議產品範圍、降稅模式的分配比例等技術性議題充分交換意見。[5]
- 2013年12月10日經合會第5次例會，在協議文本部份，雙方同意內容包括原產地規則、海關程序、食品安全檢驗與動植物防疫檢疫措施、技術性貿易障礙、貿易救濟及與協議管理有關的規範，其中原產地規則及海關程序已大致完成協商，其餘內容在雙方的努力下，也有相當進展。在市場開放部分，雙方就產品降稅安排、市場開放比例及產品特定原產地規則等技術性議題充分交換意見，並就彼此重點關切產品進行討論，另安排產業對口協商，尋求可能的解決方案。由於涉及彼此產業發展及產業利益，雙方各有堅持，許多產品項目需更多時間協調，有待雙方繼續溝通，發揮創意，求同存異，儘速完成貨品貿易協議協商。[6]
- 2014年8月5日經合會第6次例會，有關貨品貿易協議，雙方在協議文本協商已取得階段性進展，並同意市場開放分5種降稅安排，目前雙方仍透過各種方式溝通，但因市場開放涉及產業利益，需更多時間準備。考量雙方產業界對此協議期盼甚殷，雙方商定於經合會第6次例會後儘快安排下次協商，初步規劃在2014年8月底舉行ECFA貨品貿易工作小組第9次會議，以持續推進貨貿協商 [7]，惟考量雙方人員行程，經雙方多次聯繫後，改於2014年9月10至12日舉行。[8]
- 2015年1月29日經合會第7次例會，在貨貿協議的協商方面，在雙方團隊的努力下，有關協議文本已有一定進展，並同意市場開放分5種降稅安排，雙方對於在2015年農曆春節後聯繫安排第10次工作小組會議已有初步共識，期盼早日達成協議，為兩岸企業創造有利貿易環境。[9]

### 第9次協商相關爭議
由於擔心受到抗議活動之干擾，相關單位事前決定除依循往例不公布開會地點外，更進一步保密不回應媒體詢問，但此舉反而更加引發質疑，2014年9月10日，反黑箱服貿民主陣線等團體集結在經濟部前，抗議談判黑箱作業，並質疑談判將使少數財團得利，恐犧牲農民及勞工利益。
- 9月10日下午，傳出開會地點在宜蘭縣礁溪鄉長榮鳳凰酒店後[12]，台聯青年軍在9月11日前往抗議[13]。

- 兩岸於2014年9月10至12日在臺灣舉行ECFA貨品貿易工作小組第9次會議，就貨品貿易協議進行協商。臺灣由經濟部國際貿易局楊局長珍妮主談，大陸則由商務部臺港澳司陳司長星主談。
- 經過數次協商，協議文本已有階段性進展，雙方並同意市場開放分5種降稅安排。第9次協商，雙方都認為有必要對過去3年半的協商進展作個盤點，雙方再次確認，第9次協商以盤點現況為主，臺灣方面說明相關要求及臺灣業者之期盼，並表達對陸韓FTA進展之關切。[8]

### 第10次協商
- 經海基會與海協會聯繫確認，兩岸於2015年3月31日至4月2日在中國大陸舉行ECFA貨品貿易工作小組第10次會議，就貨品貿易協議進行協商。
- 第10次會議，討論協議文本及市場開放降稅安排，由於中國大陸頃與韓國草簽自由貿易協定（FTA），故瞭解陸韓FTA之協商經過及其對中國大陸之可能影響將是此次會議之重點。[14]
- ECFA貨品貿易協議協商，是為了建立兩岸貨品貿易往來的規範，以促進雙邊貿易發展。協商議題包括市場進入及雙方對市場進入待遇的相關規定，其他議題還包括適用優惠關稅的原產地規則、海關程序、檢驗檢疫相關措施及貿易救濟等，因此第10次會議之進行，係按各章節進行分組協商。
- 在技術性貿易障礙與食品安全與動植物防疫檢疫措施方面，臺灣方面考量業界需求並參酌一般作法，積極爭取檢驗及檢疫規定應避免對貿易造成限制或延誤，雙方可就相關貿易障礙措施進行技術諮商等，加速產品通關檢驗及檢疫流程，以達貿易便捷化。
- 在原產地規則、海關程序及產品特定原產地規則部分，本次會議臺灣方面就ECFA早期收穫實施以來海關執行中的實際情況、兩岸進出口業者近幾年來申請ECFA優惠關稅所關注之問題進行協商，例如：雙方就兩岸快遞貨物之資訊交換及通關文件簡化；並就原產地證明書之補發期限、補發原因、填寫微小錯誤之適用等問題，就提升業者適用優惠關稅方向進行實質溝通，並達成共識。另雙方亦對個別產品的特定原產地規則進一步協商。
- 至於貿易救濟，雙方均希望在市場開放同時，能為業者爭取安全閥，降低業界對市場開放的疑慮。本次會議，雙方就WTO協定之反傾銷措施、補貼與平衡措施、全球防衛措施，及雙方防衛措施相關內容，持續協商，並向大陸瞭解陸韓自由貿易協定（FTA）貿易救濟章節協商背景情況。
- 雙方於本次協商續就市場開放事宜交換意見。在農產品方面，臺灣方面係以確保臺灣農業永續發展與農民利益為優先考量進行協商，重申繼續針對影響糧食安全及農民利益之重要農產品，維持現行措施之立場，並積極爭取我具銷陸潛力農產品之關稅優惠。在工業品方面，係以爭取臺灣方面產業更具競爭力之關稅條件並保護弱勢產業為優先考量，首先盤點陸韓FTA關稅減讓現況，並表達臺灣方面產業盼爭取不低於陸韓FTA市場開放之訴求，再度重申關切項目，期盼給予更優惠的降稅待遇。除四項（面板、工具機、石化、汽車）主要產業外，臺灣方面亦持續要求大陸方面對我傳統及中小企業提供更佳之降稅條件，並重申對臺灣方面弱勢產業之保護考量。
- 由於中國大陸頃與韓國草簽FTA，臺灣方面亦藉本次機會，瞭解陸韓FTA協商過程、降稅模式、檢驗檢疫規定、經濟合作事項、服務業負面清單開放時程，及大陸方面之經濟影響評估等。大陸方面強調每個FTA談判基礎各不相同，均屬量身訂作，就如同陸韓FTA沒有但ECFA有早收清單，而陸韓FTA是一個互惠、高水準且總體交換平衡的協定。前述說明均有助臺灣方面瞭解該協定之內容及其考量背景，臺灣方面將攜回研議。[15]

### 第11次協商
- ECFA貨品貿易協議第11次協商於2015年9月28日至29日在北京舉行，台灣方面由經濟部國際貿易局楊局長珍妮、工業局吳局長明機偕農委會、陸委會及海基會等單位代表出席，大陸方面則由商務部臺港澳司孫司長彤偕財政部、中共中央臺辦、工信部、發改委及海協會與會。
- 本次協商，雙方再度重申加速貨品貿易協議協商之決心，盼能於今年年底完成。雙方就市場開放原則進一步交換意見，包括雙方出價及要價平衡；市場開放應以雙方產業合作、互補及互惠為目標；雙方市場開放內容，宜避免第三方搭便車；另宜考量雙方產業市場開放可能對兩岸相關產業之衝擊等原則。雙方依前述原則討論各自關切產品，並就我方要求之中小企業及傳統產業，以及面板、汽車、石化、工具機等我方具出口利益等項目，檢視產業利益情況。
- 有關下次協商，雙方均有意願儘速舉行，具體安排將由雙方聯繫確認。  [16]

### 第12次協商抗議行動
受到馬習會，以及預期可於此次完成談判的影響，此次協商亦引來較多的抗議。
- 2015年11月7日，由經濟民主連合（原反黑箱服貿民主陣線）、台灣守護民主平台等多個團體，舉辦「停止貨貿談判，抗議馬習會」遊行[18]，呼籲停止貨貿談判。

- 11月21日，經濟民主連合的賴中強等人及台聯青年軍前往會議所在地圓山大飯店外抗議[19]。
- 11月23日，台聯青年軍前往經濟部抗議，丟鞋後遭警方拖離現場[20]。

### 協商停擺
民進黨再度執政後，2016年8月18日，中共中央台灣工作辦公室主任張志軍表示，兩岸溝通機制與協商機制處於停擺狀態，目前兩岸沒有共同政治基礎，「現在不可能再談新協議了」，也指出貨貿協議「不可能再談了」。

### 協議目前內容
- 協議文本包括條文及3項附件，條文暫定為9章（包括：總則、市場進入與待遇、原產地規則、海關程序、食品安全檢驗與動植物防疫檢疫措施（SPS）、技術性貿易障礙（TBT）、貿易救濟、訊息提供、其他管理規範），3項附件包括「產品清單及降稅安排」、「產品特定原產地規則（PSR）」及「原產地規則相關實施程序」。
- 有關市場開放，雙方重申分為5籃子降稅模式，A籃為立即降為零關稅，B籃為5年降為零，C籃為10年降為零，D籃為15年降為零，E籃是例外或其他。  [22]

## 外部連結
- ECFA-貨貿協議協商產業溝通資訊